# Dis rien
Chansons représentant Monaco au Concours Eurovision de la chanson
Allons, allons les enfants
(1961) L'amour s'en va
(1963)
Dis rien est une chanson écrite par René Rouzaud, composée par Henri Salvador et interprétée par François Deguelt pour représenter Monaco au Concours Eurovision de la chanson 1962 se déroulant à Luxembourg.
C'est la seconde participation de François Deguelt à l'Eurovision, après avoir déjà représenté Monaco en 1960 avec la chanson Ce soir-là.

## À l'Eurovision
Elle est intégralement interprétée en français, langue nationale de Monaco, comme le veut la coutume avant 1966. L'orchestre est dirigé par Raymond Lefèvre.
Dis rien est la 16e et dernière chanson interprétée lors de la soirée, suivant Addio, addio de Claudio Villa pour l'Italie.
À la fin du vote, Dis rien obtient 13 points, terminant 2e sur les 16 chansons participantes,.

## Liste des titres
| A1. | Dis rien        | René Rouzaud     | Henri Salvador    |  |
| A2. | Don Juan        | François Deguelt | François Deguelt  |  |
| B1. | Capuccina       | Hubert Ithier    | Pino Massara (it) |  |
| B2. | L'Animal blessé | François Deguelt | François Deguelt  |  |

## Classements

### Classements hebdomadaires
| Classement (1962)                       | Meilleure position |
| --------------------------------------- | ------------------ |
| Belgique (Wallonie Ultratop 50 Singles) | Tip                |
| France (IFOP)                           | 73                 |

## Historique de sortie
| Pays        | Date | Format         | Label    |
| ----------- | ---- | -------------- | -------- |
| France      | 1962 | super 45 tours | Columbia |
| France      | 1962 | 45 tours       | Columbia |
| Allemagne   | 1962 | 45 tours       | Columbia |
| Royaume-Uni | 1962 | 45 tours       | Columbia |